# Dziennik Stanisławowski (1848)
Dziennik Stanisławowski – dziennik wydawany w Stanisławowie od 1848 roku. Redaktorami byli Wiktor Heltman, Teofil Januszewicz, Henryk Górski i Jan Kanty Podolecki, a wydawcami Eustachy Rylski i Jan Waligórski.